# Henry Bergman
Henry Bergman (23. února 1868 San Francisco – 22. října 1946 Hollywood) byl americký filmový a divadelní herec. Proslavila ho zejména dlouholetá spolupráce s Charlie Chaplinem.

## Kariéra
Narodil se v San Franciscu, ale svou hereckou započal v roce 1888 v Bostonu v divadle na Hollis Street. V letech 1892 – 1893 působil v herecké společnosti, která objížděla Spojené státy s tehdy velmi populární hrou The Senator. Na Broadwayi debutoval v roce 1899 společně s Annou Heldovou ve hře Papa’s Wife 
Vrchol jeho herecké dráhy je nesl ve spolupráci s Charlie Chaplinem. Prvním Chaplinovým filmem, ve kterém si zahrál menší roli, byla groteska Chaplin obchodním příručím z roku 1916. Tato spolupráce trvala až do konce Bergmanovy herecké kariéry a objevil se tak i v Chaplinových nejslavnějších filmech na sklonku němé filmové éry, jako např. Cirkus (1928), Světla velkoměsta (1931) a Moderní doba (1936). Vedle herecké dráhy působil též jako asistent režie a v Hollywoodu provozoval restauraci nazvanou jeho jménem "Henry's", kterou mu Chaplin pomáhal financovat, a která byla ve své době populárním místem, kde se scházely známé osobnosti.

## Výběr z herecké filmografie
- Chaplin obchodním příručím (1916)
- Chaplin ve filmovém ateliéru (1916)
- Chaplin odhadcem v zastavárně (1916)
- Chaplin na kolečkových bruslích (1916)
- Chaplin vystěhovalcem (1917)
- Chaplin v lázních (1917)
- Chaplin uprchlým trestancem (1917)
- Chaplin strážcem veřejného pořádku (1917)
- Půjčka (1918)
- Psí život (1918)
- Dobrý voják Charlie (1918)
- V neděli odpoledne (1919)
- The Professor (1919)
- Chaplin vesnickým hrdinou (1919)
- Zahaleči (1921)
- Kid (1921)
- Vejplata (1922)
- Poutník (1923)
- Dáma z Paříže (1923)
- Zlaté opojení (1925)
- Cirkus (1928)
- Světla velkoměsta (1931)
- Moderní doba (1936)